# Vlag van Luik (provincie)
De provincie Luik heeft geen vlag die officieel dienstdoet als vlag van Luik. Officieus gebruikt men echter een vlag die als een banier gemodelleerd is naar het provinciale wapen. Voor de hoogte-breedteverhouding houdt men zowel 2:3 als 1:1 (vierkant) aan.
Het provinciale wapen bestaat uit vier kwartieren. Het eerste kwartier toont het wapen van de stad Luik, het tweede kwartier dat van het hertogdom Bouillon en het vierde kwartier dat van het graafschap Loon. Het derde kwartier toont de bovenste helft van het wapenschild van Verviers.
De drie posthoorns verwijzen naar het tegenwoordig in Nederlands Limburg gelegen Graafschap Horn.

## Afgekeurd vlagontwerp
Léon Nyssen stelde op 30 oktober 2001 een vlag voor de provincie Luik voor aan de provinciale autoriteiten. Het vlagvoorstel is niet volledig gerelateerd aan het provinciewapen omdat dit wapen de huidige provincie Luik niet correct weergeeft, zoals hierboven uitgelegd. Het vlagvoorstel is vier verticale banen geel-rood en vijf horizontale banen wit-rood-wit-geel-blauw. De verticale banen hebben de kleuren van het voormalige prinsbisdom Luik. De bovenste horizontale wit-rode banen hebben de kleuren van Limburg. De onderste horizontale, wit-geel-blauwe strepen staan voor het abdijvorstendom Stavelot-Malmedy. De kleuren zijn ook geplaatst volgens de geografische locatie van de voormalige entiteiten: Luik in het westen, Limburg in het noordoosten en Stavelot-Malmedy in het zuidoosten. Op 11 januari 2002 deelde gouverneur Paul Bolland aan Léon Nyssen mee dat de permanente deputatie, op basis van een rapport van de provinciale archivaris de heer Flagothier, het voorstel had verworpen en had besloten om het wapenbanier als onofficiële vlag van de provincie te behouden.

Wapen van Luik (stad)
Wapen Hertogdom Bouillon
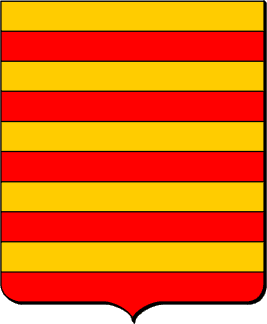
Wapen Graafschap Loon
Wapen van Verviers
Wapen Graafschap Horn
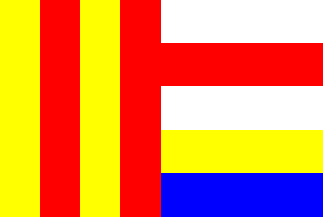
Afgekeurd vlagontwerp
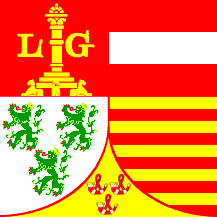
Oude onofficiële wapenbanier
Vlag van de Gouverneur van Luik